# Sundasciurus juvencus
Sundasciurus juvencus är en däggdjursart som först beskrevs av Thomas 1908.  Sundasciurus juvencus ingår i släktet sundaekorrar och familjen ekorrar. IUCN kategoriserar arten globalt som livskraftig. Inga underarter finns listade i Catalogue of Life.
Djuret når en absolut längd av 368 till 400 mm, inklusive en 162 till 205 mm lång svans. Sundasciurus juvencus har 45 till 49 mm långa bakfötter och 16 till 19 mm stora öron. Ovansidans hår är främst bruna med rödaktiga spetsar och på undersidan förekommer rödorange päls. Artens yviga svans har främst en rödbrun färg. Bara svansens spets är täckt av mörkbruna till svarta hår. Vid framtassarna förekommer en mycket kort tumme med en nagel och fyra fingrar med långa klor. I varje käkhalva finns en framtand.
Arten förekommer på Palawan och på några mindre öar i västra Filippinerna. Den vistas där i skogar, i trädodlingar och i trädgårdar som ligger i låglandet eller i kulliga områden upp till 500 meter över havet. Sundasciurus juvencus introducerades på några små filippinska öar där den utgör ett hot mot den inhemska fågelfaunan.
Individerna är dagaktiva. De går på marken och klättrar i växtligheten. Födan utgörs av frukter, frön och nötter. Arten betraktas som skadedjur på kokosnöt. Några individer fångas för att hålla de som sällskapsdjur.